# Laniarius atrococcineus
Laniarius atrococcineus là một loài chim trong họ Malaconotidae.